# Nizan Guanaes
Nizan Mansur de Carvalho Guanaes Gomes Embaixador(a) da boa vontade da UNESCO (Salvador, 9 de maio de 1958) é um empresário, filantropo e publicitário brasileiro. É fundador e CEO da N.ideias, empresa de estratégia que trabalha para alguns dos principais grupos empresariais do Brasil. Foi sócio e co-fundador do Grupo ABC de Comunicação , vendido para o Grupo Omnicom em 2015, na maior transação do mercado publicitário brasileiro. 
Nizan foi eleito um dos cinco brasileiros mais influentes do mundo pelo Financial Times em 2010; foi eleito uma das 100 pessoas mais criativas do mundo pela Fast Company em 2011; e em 2014, foi eleito o Homem do Ano, na categoria Liderança pela GQ.
Em 2021, Nizan recebeu a maior comenda nacional, A Ordem do Rio Branco, pelos serviços prestados ao país na área empresarial e social.
Em 2023, Nizan se formou no curso OPM (Owner/President Management) da Harvard Business School

## Biografia
Nizan Guanaes nasceu em 1958, em Salvador. O empresário estudou no Colégio Marista e formou-se em administração de empresas pela Universidade Federal da Bahia. Começou sua carreira como redator publicitário em sua cidade natal. Alguns anos depois, mudou-se para o Rio de Janeiro, onde trabalhou na agência de publicidade Artplan. Em 1985, mudou-se para São Paulo, onde trabalhou nas agências de publicidade DPZ e W/GGK (atual W/McCann).
Em 1988, recebeu o prêmio Leão de Ouro no Festival de Cannes com a criação do comercial Hitler—considerado como um dos 100 melhores de todos os tempos no mundo. No ano seguinte, comprou a DM9, agência de publicidade do publicitário Duda Mendonça, tendo como sócios o Grupo Icatu e o economista João Augusto (“Guga”) Valente. A agência associou-se à DDB, tornando-se DM9DDB em 1997. Em 2000, concluiu a venda da DM9 à rede internacional DDB Worldwide. Em 2000, Nizan fundou o IG, segundo maior portal de Internet gratuita do país. Dois anos depois, em 2002, Nizan criou o Grupo ABC tendo novamente como sócio Guga Valente e, como sócio-investidor o Icatu.
Em 2004, fundou com o empresário Oskar Metsavaht, da Osklen,  a Associação Empreendedores Amigos da UNESCO, com foco na promoção da educação pública de qualidade, da cultura e da preservação do patrimônio histórico nacional. Desde 2010, Nizan é membro da UNAIDS, programa da Organização das Nações Unidas (ONU), na Comissão de Alto Nível sobre a Prevenção do HIV.
Nizan também é membro das organizações sem fins lucrativos Clinton Global Initiative, fundação criada pelo ex presidente dos Estados Unidos, Bill Clinton, que reúne líderes globais para criar e implementar soluções inovadoras para as questões mais urgentes da atualidade; World Economic Forum, organização baseada em Davos, Suíça, que discute questões mais urgentes enfrentadas mundialmente, incluindo saúde e meio ambiente; Endeavor, organização que identifica empreendedores para o crescimento sustentável global; e Women in the World Foundation, fundação global que ajuda organizações não-governamentais (ONGs) a desenvolver projetos nas áreas de saúde, educação, e justiça para mulheres de todas as idades. Participou, ainda, da criação do Together for Girls, projeto desenvolvido para mapear o índice de violência sexual e suas consequências sociais em 2011.
Com atuação também na esfera pública, foi o responsável pelo marketing das duas vitoriosas campanhas à Presidência da República de Fernando Henrique Cardoso. Em 2016, foi criador do slogan "Acelera" para a campanha de João Doria (PSDB) nas eleições municipais de São Paulo daquele ano, que venceu o então prefeito Fernando Haddad.
Nizan Guanaes é, desde 2022, colunista do jornal Valor Econômico . Antes, foi colunista do jornal Folha de S.Paulo entre 2010 e 2021. Como escritor, lançou em 2022, com o psiquiatra Arthur Guerra, o livro “Você Aguenta Ser Feliz?” (editora Sextante), que entrou na lista de mais vendidos do país.

### Fundador da N.ideias
Após a venda integral do Grupo ABC ao grupo Omnicom, em 2015, e sua saída definitiva do grupo, em 2020, Nizan fundou a N.ideias, empresa de estratégia ágil e leve que atende a algumas maiores empresas do Brasil. 
Nizan é também investidor em startups e apoia o empreendedorismo social brasileiro em iniciativas como Gerando Falcões.

## Reconhecimento
Em 2000, Nizan Guanaes recebeu a medalha da Ordem de Rio Branco no grau Comendador pelo ex-presidente da república, Fernando Henrique Cardoso. A Ordem de Rio Branco é uma condecoração do Governo Brasileiro destinada a distinguir serviços meritórios e virtudes cívicas.
Nizan foi eleito o Empreendedor do Ano no Prêmio Ernst & Young Brasil em 2008. No mesmo ano, por meio de uma de suas empresas, a N-Ideias, foi o idealizador do Rio Summer, semana de moda de alto-verão.
Em 2009, foi eleito o Empreendedor do Ano na Comunicação pela Revista IstoÉ.
Em 2010, foi eleito um dos cinco brasileiros mais influentes do mundo pelo Financial Times.
No ano seguinte, em 2011, foi nomeado um dos 21 profissionais mais influentes na área de mídia e marketing pela Advertising Age, revista estadunidense considerada uma das mais respeitadas do mercado publicitário.
No mesmo ano, foi eleito uma das 100 pessoas mais criativas do mundo pela Fast Company, revista estadunidense de negócios e tecnologia. Foi também nomeado embaixador da Boa Vontade da Organização das Nações Unidas para a Educação, Ciência e Cultura (UNESCO), em reconhecimento por seu apoio às ações da organização nas áreas de educação, inclusão social e formação para os grupos vulneráveis.
Em 2013, foi apontado pela Revista Exame como um dos 16 empreendedores brasileiros candidatos a fazer história, por suas contribuições como empresário e publicitário.
Em 2014, foi eleito o Homem do Ano, na categoria Liderança pela GQ, revista americana de moda, estilo e cultura voltada para homens.
No mesmo ano foi eleito pela terceira vez o publicitário mais confiável, segundo a 13ª Pesquisa Marcas de Confiança, realizada pela revista Seleções e pelo Instituto Brasileiro de Opinião Pública e Estatística (Ibope).
Em dezembro de 2014, recebeu o prêmio Jeca Tatu no 9º Encontro de Redação Publicitária. O prêmio reconhece os melhores profissionais da propaganda brasileira.
Em 2022, Nizan recebeu a medalha da Ordem do Mérito do TSE Assis Brasil, concedida pelo Tribunal Superior Eleitoral a personalidades que se destacaram por prestarem relevantes serviços à Justiça Eleitoral e à democracia.

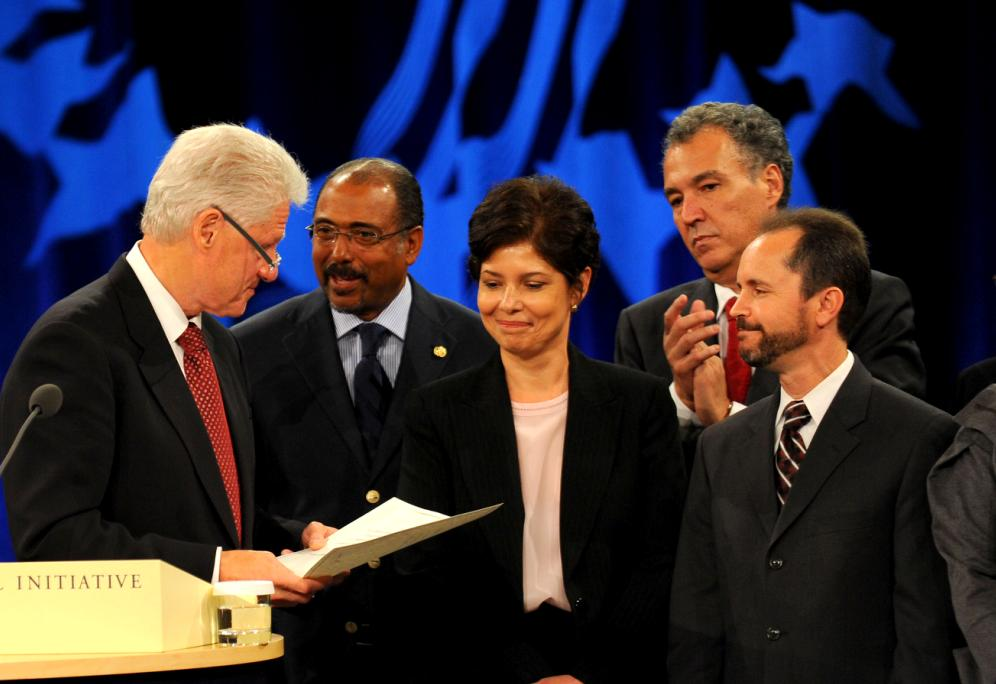
Clinton Global Initiative (CGI)- 2009
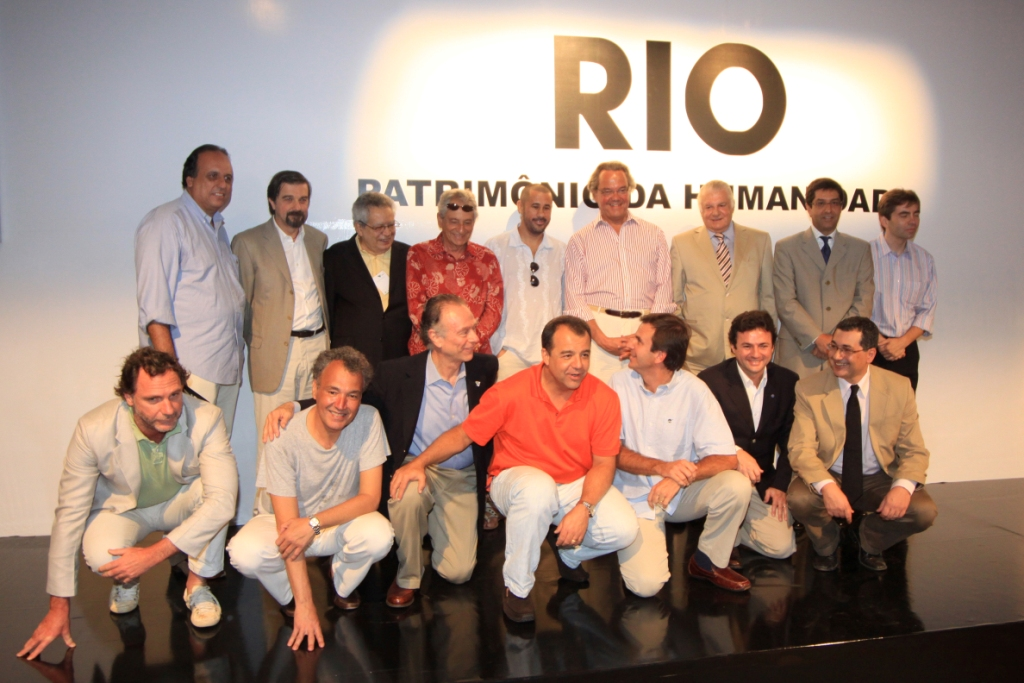
Apoio à candidatura do Rio de Janeiro para Patrimônio da Humanidade- 2008

## Vida Pessoal
Nizan Guanaes tem um filho, Antonio Guanaes, e é casado com Donata Meirelles  , colunista e editora da Forbes Brasil. Nizan é filantropo ativo, apoiando iniciativas como a Casa de Santa Terezinha, que cuida de crianças com genodermatoses, e Gerando Falcões. Após décadas de vida sedentária e obesidade, Nizan mudou suas práticas alimentares e começou a se dedicar à atividade física. Ele hoje participa de triatlos e maratonas no Brasil e no exterior. 